# Menhart (pražský biskup)
 Menhart (též německy Meinhard, † 2. července 1134) byl pražský biskup.

## Život
Meinhard byl přítelem biskupa Oty Bamberského, později svatořečeného.
Po smrti pražského biskupa Heřmana byl Menhart roku 1122 zvolen jeho nástupcem. V témže roce byl uzavřen Wormský konkordát, který ukončil boj o investituru v Německé říši, což mělo vliv také na České knížectví, kde byla zavedena nová pravidla pro volbu biskupa. Ke zvolení biskupa byl oprávněn pouze vysoký klérus, tzn. členové metropolitní kapituly a probošti kolegiátních klášterů.
V roce 1122 se Menhart připojil ke křížové výpravě proti nevěřícím do Jeruzaléma. Po jeho návratu již nebyl kníže Vladislav I. naživu a na českém knížecím stolci již byl jeho bratr Soběslav I., coby jeho nástupce. Ten obvinil Menharta ze spiknutí, po němž se Menhartovi podařilo prokázat svou nevinu, Soběslav se s ním usmířil.
Během Menhartova úřadování bylo založeno pět nových kanonií pro metropolitní kapitulu. V roce 1134 byl ve službách knížete v Uhrách. Zemřel při zpáteční cestě na Moravě 2. července 1134.